# Rippstein
Rippstein ist ein Schweizer Familienname.
Ein Teil der Namensträger haben als Bürgerort das solothurnische Kienberg. Die meisten bekannten Persönlichkeiten sind daher mit diesem Ort verbunden.

## Namensgeschichte
Es gilt als das älteste Geschlecht der Gemeinde Kienberg, denn schon am 15. August 1288 wird der Name erstmals urkundlich erwähnt. In dieser Urkunde wird einem Heinrich Ribstein aus Kienberg, in der Herberge von Wölflinswill von den Herren von Kienberg und Zielemp, ein Schürfrecht für eine Erzgrube in Wölflinswil erteilt. 
Die Namensherkunft ist unklar, aber es gibt eine Sage darüber. In dieser Sage heißt es, dass das Geschlecht auf ein Findelkind zurückgehe, das auf einem Mühlstein (Reibstein) gefunden wurde. Diese Sage ist nicht so abwegig, wurde doch der Name bis ins 18. Jahrhundert mit B geschrieben. Danach eine Zeitlang mit einem P (Ripstein) und erst im 19. Jahrhundert findet sich die Schreibweise mit zwei P, so wie der Name heute geschrieben wird.

## Personen
- Ernst Rippstein (Politiker, 1882) (1882–1972), Schweizer Politiker
- Ernst Rippstein (Politiker, 1921) (* 1921), Schweizer Politiker
- Gottlieb Rippstein (1862–1914), Schweizer Politiker
- Johann Rippstein (Politiker, 1818) (1818–1897), Schweizer Politiker
- Johann Rippstein (Politiker, 1827) (1827–1910), Schweizer Politiker
- Louis Rippstein (1915–1999), Schweizer Politiker